# لوسمی مزمن لنفاوی
لوسمی مزمن لنفوئیدی , سی ال ال(به انگلیسی: ،Chronic lymphocytic leukemia) مخفف:Cll یکی از انواع سرطان خون است. این نوع لوسمی سلول‌های لنفاوی یا لنفوسیت‌ها را تحت تأثیر قرار می‌دهد که بافت‌های لنفاوی را می‌سازند و روندی مزمن دارد.

## لوسمی
سرطان خون یا لوسمی یا لوکمیا بیماری پیشرونده و بدخیم اعضای خون ساز بدن است. این بیماری در اثر تکثیر و تکامل ناقص گلبول های سفید خون و پیش سازهای آن در خون و مغز استخوان ایجاد می‌شود. لوسمی یکی از سرطانهای شایع در میان کودکان است.
در لوسمی مغز استخوان به صورت غیرعادی، مقدار بسیار زیادی سلول خونی تولید می‌کند. این سلولها با سلولهای خون نرمال و عادی متفاوت هستند و درست عمل نمی‌کنند. در نتیجه، تولید سلول‌های سفید خون طبیعی را متوقف کرده و توانایی فرد را در مقابله با بیماری‌ها از بین می‌برند. سلول‌های لوکمی همچنین بر تولید سایر انواع سلول‌های خونی که توسط مغز استخوان ساخته می‌شود از جمله گلبول های قرمز خون که اکسیژن را به بافت‌های بدن می‌رسانند، و پلاکتهای خونی که از لخته شدن خون جلوگیری می‌کنند، اثر منفی می‌گذارند لذا در انواع لوسمی ضعف ایمنی، کم خونی و اختلال انعقادخون داریم.

## ویژگیهای سلولی CLL
در لوسمی مزمن سلول‌های نئوپلاستیک ظاهراً بالغ می‌شوند. هر چند سلول‌های لوسمی مزمن به نظر بالغ هستند اما کاملاً طبیعی نیستند و نمی‌توانند مانند سلول‌های سفید خون با عفونت‌ها مقابله کنند. در لوسمی لنفوئیدی منشأ سلولهای سرطانی رده لنفوسیتها بخصوص لنفوسیتهای B می‌باشد.

## مرحله بندی لوسمی لنفوستیک مزمن (CLL)
مرحله ۰ رای: لنفوسیتوز (تعداد لنفوسیت‌های خون بسیار افزایش می‌یابد و در هرمیلی متر مکعب ۱۵۰۰۰لنفوسیت وجود دارد.
مرحله I رای: لنفوسیتوز همراه با لنفاد نوپاتی (بزرگ شدگی گره‌های لنفاوی).
مرحله II رای: لنفوسیتوز همراه با هپاتومگالی (بزرگ شدگی کبد) یا اسپلنومگالی (بزرگ شدگی طحال) لنفادنوپاتی ممکن است باشد یا نباشد.
مرحله III لنفوسیتوز و کم خونی (کاهش شدید گلبول‌های قرمز خون) لنفاد نوپاتی، هپاتومگالی یا اسپلنومگالی هم ممکن است باشد یا نه.
مرحله IV رای: لنفوسیتوز و ترومبوسیتوپنی (کاهش شدید پلاکت‌ها)
در سیستم بینت (BINET) CLL، بر اساس تعداد گروه‌های بافت لنفوئید درگیر (گروه‌های بافت لنفاوی که در غدد لنفی گردن، کشاله ران، زیر بغل و طحال) و وجود کم خونی یا ترومبوسیتوپنی (کاهش شدید پلاکت‌ها) طبقه‌بندی می‌شود.
مرحله A بینت : بزرگ شدگی بافت لنفاوی در کمتر از ۳ منطقه.
مرحله B بینت : بزرگ شدگی قابل لمس بافت لنفاوی در بیش از ۳ منطقه.
مرحله C بینت : کم خونی و کاهش پلاکت.

## عوامل پیش آگهی‌کننده نامساعد برای لوسمی لنفوستیک مزمن
درگیری منتشر مغز استخوان (جایگزینی شدید سلول‌های طبیعی با سلول‌های لوسمیک). تغییرات غیرطبیعی کروموزومی. افزایش سطح خونی بعضی موادمانند B2 میکروگلوبولین. افزایش تعداد لنفوسیت‌های غیرطبیعی یا بزرگ در نمونه خون.
ویژگی های ژنتیکی از عوامل مهم پیش آگهی هستند و در امتیازات مختلف مورد توجه قرار می گیرند
```
 کاریوتایپ پیچیده، وضعیت IGHV و انحرافات TP53 نشانگرهای مهم پیش آگهی در CLL هستند.
 وضعیت 
IGHV
 و TP53 در CLL-IPI (شاخص پیش آگهی بین المللی) گنجانده شده است.  پارامترهای سن، مرحله Binet و میکروگلوبولین ß2 سرم نیز برای این مورد در نظر گرفته شده است.
```

دوره CLL از بیمار به بیمار دیگر بسیار متفاوت است.  حدود نیمی از بیماران CLL در مرحله Binet A باقی می مانند و مادام العمر نیازی به درمان ندارند.  با این حال، CLL همچنین می تواند یک دوره تهاجمی و به سرعت در حال پیشرفت را طی کند.
```
به منظور انتخاب یک استراتژی درمانی مناسب، لازم است بتوانیم سیر فردی بیماری CLL را در اسرع وقت ارزیابی کنیم.  برای این منظور، تعدادی از عوامل پیش‌آگهی در چند دهه گذشته شناسایی شده‌اند.  با این حال، به استثنای جهش 17p حذف/TP53 و وضعیت جهش IGHV، اهمیت آنها هنوز به طور کامل علمی تأیید نشده است.  بنابراین بررسی آنها در مطالعات بالینی ادامه خواهد داشت و بنابراین باید فقط در مطالعات برای تصمیم گیری درمانی استفاده شوند.
```

عوامل پیش آگهی برای انتخاب درمان CLL:
```
--حذف 17p و/یا جهش TP53
وجود این 
عامل خطر
 به این معنی است که پروتئین p53 دیگر نمی تواند به درستی تولید شود، چه از طریق از دست دادن یک بخش کروموزومی (حذف 17p) یا از طریق جهش در ژن آن (جهش TP53).  به عنوان یک پروتئین 
سرکوب کننده
 سرطان (پروتئین سرکوبگر تومور)، p53 نقش مهمی در کنترل 
تقسیم سلولی
 دارد.
CLL معمولاً در این بیماران مبتلا به سرعت پیشرفت می کند.  آنها به شیمی‌ایمونوتراپی بسیار ضعیف پاسخ می‌دهند و حتی با درمان‌های جدیدتر بدون شیمی‌درمانی، خطر عود سریع‌تر و در نتیجه 
امید به زندگی
 کوتاه‌تری دارند.  بنابراین، این بیماران پرخطر باید از همان ابتدا با 
داروهای هدفمند
 درمان شوند.
```

```
--وضعیت جهش IGHV
وضعیت جهش IGHV نشان می دهد که سلول منشأ CLL در چه مرحله ای از فرآیند بلوغ آن دژنره شده است.  پس از تماس با یک پاتوژن، سلول های B در غدد لنفاوی دچار نرخ بالایی از جهش (هیپرجهش سوماتیک) می شوند تا آنتی بادی هایی را که تولید می کنند با پاتوژن تا حد ممکن تطبیق دهند.  این هیپرجهش بر روی ژن های به اصطلاح "منطقه متغیر زنجیره سنگین ایمونوگلوبولین" (IGHV) تاثیر می گذارد و سلول های B در نتیجه وضعیت IGHV جهش یافته را به دست می آورند.
نشان داده شده است که CLL در بیماران با وضعیت IGHV جهش نیافته معمولاً یک دوره تهاجمی را طی می کند و به شیمی ایمونوتراپی ضعیف پاسخ می دهد.  بنابراین، درمان اولیه با داروهای هدفمند باید بلافاصله انجام شود.
```

## درمان لوسمی مزمن لنفاوی
ساختار درمانی
```
به طور کلی در مرحله Binet C و در مرحله Binet B یا A یک نشانه درمانی وجود دارد، در صورتی که سایر معیارها برای نیاز به درمان برآورده شوند («بیماری فعال» طبق معیارهای IWCLL ):
```

```
بروز/بدتر شدن کم خونی/ترومبوسیتوپنی
```

```
بزرگی طحال (بیش از 6 سانتی متر زیر قوس دنده ای)، پیش رونده یا علامت دار.  توجه: اندازه طحال به صورت جداگانه بسته به قد و وزن بدن متغیر است
```

```
لنفادنوپاتی بزرگ (به قطر بیش از 10 سانتی متر)، پیش رونده یا علامت دار
```

```
زمان دو برابر شدن لنفوسیت کمتر از 6 ماه یا 50 درصد افزایش در 2 ماه از سطح پایه حداقل 30000 لنفوسیت در میکرولیتر و پس از رد سایر علل لنفوسیتوز
```

```
سیتوپنی خودایمنی مقاوم به درمان استاندارد
```

```
هر یک از علائم اساسی زیر:
```

```
کاهش وزن
 ناخواسته بیش از 10 درصد در 6 ماه
```

```
تب > 38 درجه سانتیگراد با علت نامشخص برای بیش از 2 هفته
```

```
تعریق شبانه برای بیش از یک ماه بدون هیچ نشانه ای از عفونت
```

```
خستگی شدید
```

CLL چگونه درمان می شود؟
  در بیشتر موارد، CLL با درمان های فعلی قابل درمان نیست.  با این حال، روش‌های درمانی مدرن می‌توانند پیشرفت بیماری را برای مدت طولانی‌تری به تاخیر بیندازند و در عین حال کیفیت زندگی را بهبود ببخشند.
  این امکان وجود دارد که تعداد کمی از بیماران با پروفایل خطر بسیار مطلوب برای بیماری خود واقعاً با استفاده از درمان های فشرده تر درمان شوند یا حداقل بتوان بیماری را برای مدت طولانی سرکوب کرد که بیماران دیگر عود علائم را تجربه نکنند.
  برای همه بیماران دیگر، تنها شانس درمان دائمی پیوند سلول های بنیادی آلوژنیک است، اگرچه این تنها یک گزینه برای بیماران خاص به دلیل خطر بالای عوارض است.
درمان اختصاصی فردی
درمان CLL دائماً بر اساس یافته‌های مطالعات بالینی بیشتر توسعه می‌یابد و منجر به درمان فردی می‌شود که به طور فزاینده‌ای برای بیمار و بیماری او طراحی می‌شود.  به لطف تحقیقات در مورد داروها و ترکیبات جدید، اکنون چندین جایگزین درمانی وجود دارد که در بیشتر موارد می توان از بین آنها انتخاب کرد.  این بدان معنی است که خواسته ها و انتظارات بیمار، به عنوان مثال در مورد مدت زمان درمان و عوارض جانبی، می تواند در انتخاب درمان در نظر گرفته شود.
معیارهای انتخاب روش درمانی مناسب
اگر CLL نیاز به درمان داشته باشد، انتخاب درمان مناسب در حال حاضر با 3 معیار تعیین می شود:
مرحله بیماری (Binet یا Rai)
آمادگی جسمانی، به ویژه با توجه به بیماری های همراه (نمره CIRS) و عملکرد کلیه (کلیرانس کراتینین)
عوامل خطر ژنتیکی (حذف 17p و/یا جهش TP53، وضعیت جهش IGHV)
آمادگی جسمانی
بر اساس آمادگی جسمانی، سه گروه بیمار متمایز می شوند:
بیماران متناسب (go go):
بدون یا فقط بیماری جزئی زمینه‌ای (CIRS ≤ 6)، عملکرد طبیعی کلیه (کلیرانس کراتینین ≥ 70 میلی لیتر در دقیقه) و امید به زندگی طبیعی و متناسب با سن، تحت درمان فشرده با هدف افزایش عمر قرار می گیرند.
بیماران نامناسب (slow go):
با بیماری‌های اضافی جدی (CIRS > 6)، اختلال در عملکرد کلیه (کلرانس کراتینین <70 میلی‌لیتر در دقیقه)، اما به طور کلی اختلال کم، درمان خفیف‌تری برای سرکوب بیماری (بهبودی) دریافت میکند.
بیماران ضعیف (no go):
با بیماری‌های متعدد یا شدید اضافی، آسیب‌های شدید و امید به زندگی محدود، درمان تسکینی دریافت می‌کنند تا علائم خود را کاهش دهند.
درمان CLL
"تماشا و صبر کن" (watch and wait )
از آنجایی که درمان شفا بخش بدون عوارض شدید و خطرناک فعلا برای بیماری وجود ندارد بیماران مبتلا در مرحله A یا B بینه که از علائم مرتبط با بیماری رنج نمی برند یا علائم "بیماری فعال" را نشان نمی دهند، در ابتدا درمان نمی شوند.  با این حال، پیشرفت بیماری از طریق چک آپ های منظم که هر چند ماه یکبار انجام می شود، کنترل می شود.
درمان خط اول CLL
این حوزه در حال حاضر در حال بازنگری و تحقیقات برای معرفی بهترین ترکیبات دارویی برای هر بیمار با توجه به وضعیت هر بیمار است. مثال
درمانهای بعدی CLL
اگر بیماران به درمان اولیه (بیماری مقاوم به درمان) پاسخ ندهند یا عود (عود) را تجربه کنند، درمان بیشتری لازم است، که به طور یکسان برای بیماران مناسب و نامناسب اعمال می شود.
در صورت عود پس از 3 سال (عود دیررس)، درمان اولیه می تواند تکرار شود.
در بیماران مبتلا به CLL مقاوم به درمان، عود در عرض 3 سال (عود زودرس)، یا فاکتور خطر 17p حذف/جهش TP53، تغییر در درمان مورد نیاز است (به عنوان مثال، ایبروتینیب، ایدلالیسیب + ریتوکسیماب، یا ونتوکلاکس + ریتوکسیماب).
در بیماران جوان‌تر و متناسب‌تر، پیوند سلول‌های بنیادی خون آلوژنیک (SCT) ممکن است در نظر گرفته شود.
لوسمی